# Straszna noc
Straszna noc – polski film fabularny z 1931 roku w reżyserii Konstantego Meglickiego. Obraz został nagrany w wersji niemej oraz dźwiękowej. Pierwowzorem scenariusza była powieść Antoniego Marczyńskiego pt. Straszna noc. Powieść morska.

## Fabuła
Fabuła filmu ogniskuje się wokół konfliktu dwóch zwaśnionych rodzin: polskiej Owsików oraz niemieckiej Kohnków, jak również uczucia jakie łączy Hankę - wychowanicę Owsików i Andrzeja - sternika Jana Kohnke. 

Jan Kohnke zostaje dotkliwie pobity przez Marcina Owsika za zalecanie się do jego żony. Wkrótce potem podczas akcji ratunkowej ginie syn Kohnkego - Tomek. Ocalały rozbitek Rzepa kieruje podejrzenia na starego Owsika, jako winowajcę śmierci chłopaka. Ma w tym swój ukryty cel, zaleca się bowiem do Hanki, która ma już narzeczonego - Andrzeja. Rzepa obiecuje milczeć, jeśli Hanka mu się odda. Ostatecznie jednak Marcin Owsik trafia do więzienia, pomimo że jego wychowanica próbuje wziąć winę na siebie. Rzepa podstępem zwabia Hankę na kuter, aby ją porwać. W pościg rusza Andrzej, który dopędza uciekinierów na pełnym morzu i ratuje dziewczynę. Rzepa zostaje zidentyfikowany jako prawdziwy morderca Tomka przez Magdę, pasierbicę Kohnków, którą tenże wcześniej oszukał i zdradził.

## Obsada
- Zorika Szymańska - Hanka
- Adam Brodzisz - sternik Andrzej
- Konstanty Meglicki - Marcin Owsik, ojciec Hanki
- Stefan Gucki - Jan Kohnke
- G. Feyerabend - Tomek Kohnke
- H. Gulanicka - Magda, pasierbica Jana Kohnke
- Bazyli Sikiewicz - parobek Rzepa
- Maria Modzelewska
- Chór Dana